# Phahurat

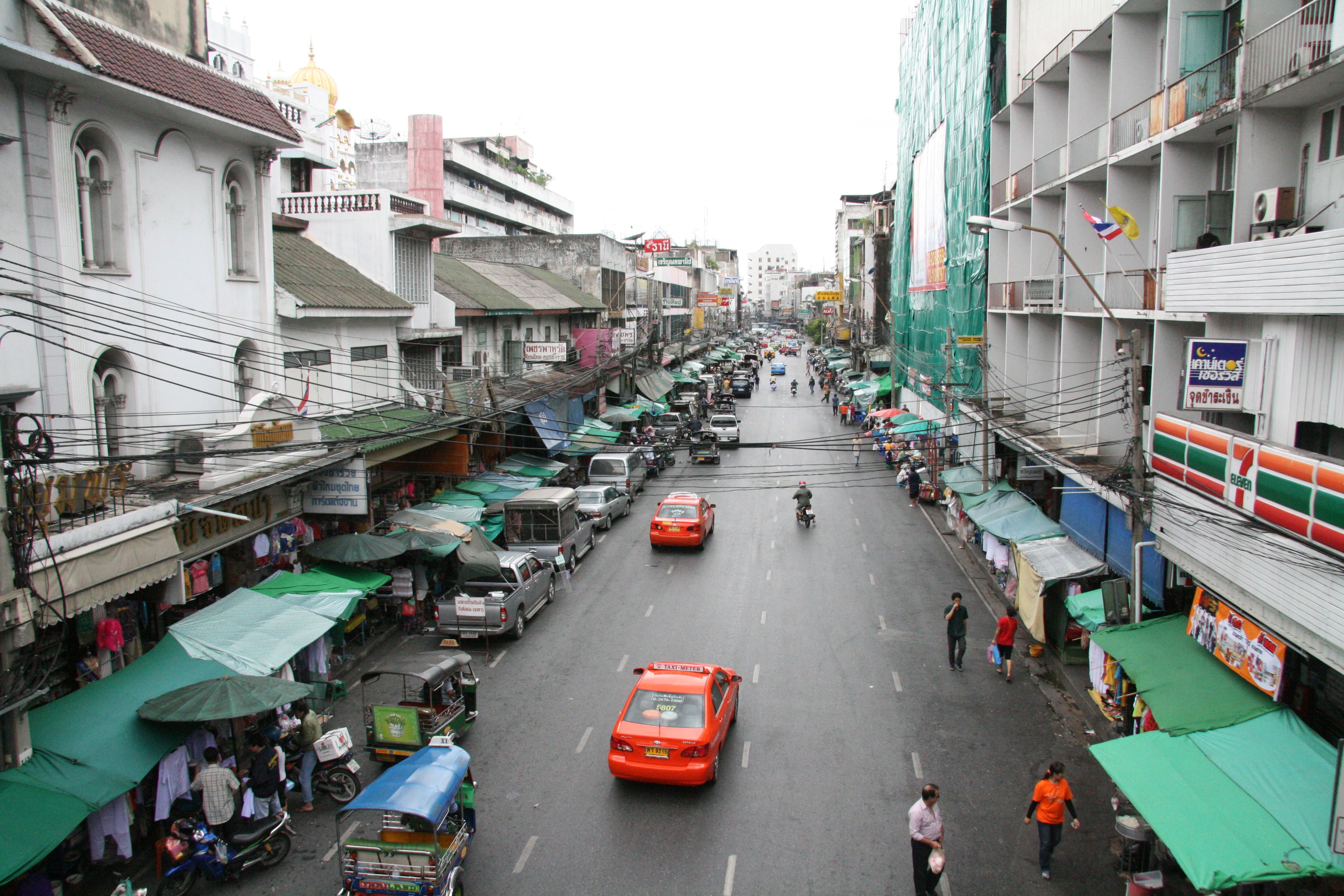
Thanon Phahurat, la via principale del quartiere

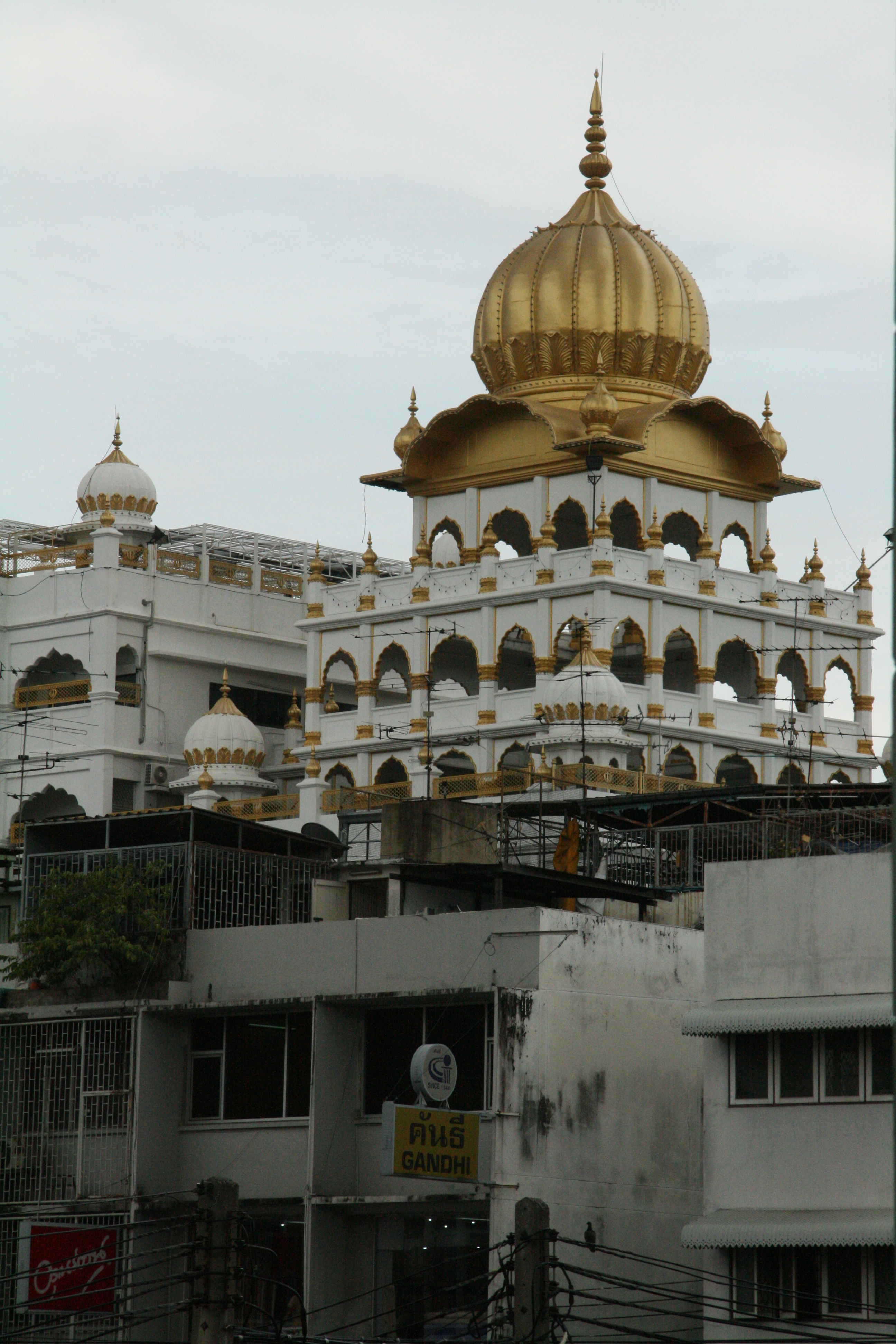
Il tempio sikh Gurudwara Siri Guru Singh Sabha, situato nel centro di Phahurat.

Phahurat o Pahurat [(TH)  พาหุรัด], è il quartiere indiano di Bangkok, la capitale della Thailandia. È situato nel distretto di Phra Nakhon, nel centro della città, e si è sviluppato attorno all'omonima strada thanon Phahurat.
Nella seconda metà del XVIII secolo, questa zona ospitava un insediamento di immigranti vietnamiti. Nel 1898 l'abitato fu raso al suolo da un incendio, dopo il quale il re Rama V fece costruire la nuova strada "Bahurada", intitolata alla memoria della principessa Bahurada Manimaya, la figlia morta all'età di 10 anni. In seguito il nome della via venne modificato in Phahurat.
Molti dei residenti e commercianti della zona sono originari dell'India. I primi che immigrarono, agli inizi del XX secolo, furono dei sikh, che organizzarono un commercio di articoli tessili tuttora fiorente. Costruirono il tempio sikh Siri Guru Singh Sabha, che ancora oggi è una delle costruzioni più suggestive del quartiere con la sua cupola dorata. Sebbene la maggior parte degli abitanti siano sikh, con l'andare degli anni sono immigrate nella zona anche comunità di induisti e musulmani indiani.
Il quartiere ospita un ampio mercato su cui spiccano gli articoli indiani. Assieme all'attiguo ed affollato mercato di Sampeng, ed alla vicina chinatown di Bangkok, Yaowarat, Phahurat costituisce un unico grande bazar e uno dei luoghi più frequentati della capitale. Gli acquirenti e i turisti affollano queste zone sia per l'imponente quantità di articoli in vendita che per i prezzi economici.
A Phahurat si possono trovare tradizionali ristoranti indiani ed originali centri commerciali, quali l'Indian Emporium ed il moderno Old Siam Plaza.